# 新田长江大桥
新田长江大桥是中国重庆市万州区的一座跨越长江的悬索桥，全长1.7公里，主跨1020米，为四车道高速公路大桥，2022年9月2日通车。